# دیتینگن
دیتینگن (به آلمانی: Dietingen) یک شهر در آلمان است که در روتوایل واقع شده‌است. دیتینگن ۳٬۹۵۱ نفر جمعیت دارد.